# Alit
Alit – nieorganiczny związek chemiczny, sól kwasu krzemowego i wapnia, zasadowy krzemian wapnia o składzie 3CaO·SiO2, oznaczany też symbolem C3S. Jest składnikiem klinkieru (półproduktu cementu portlandzkiego) odpowiedzialnym za wczesne wiązanie cementu.

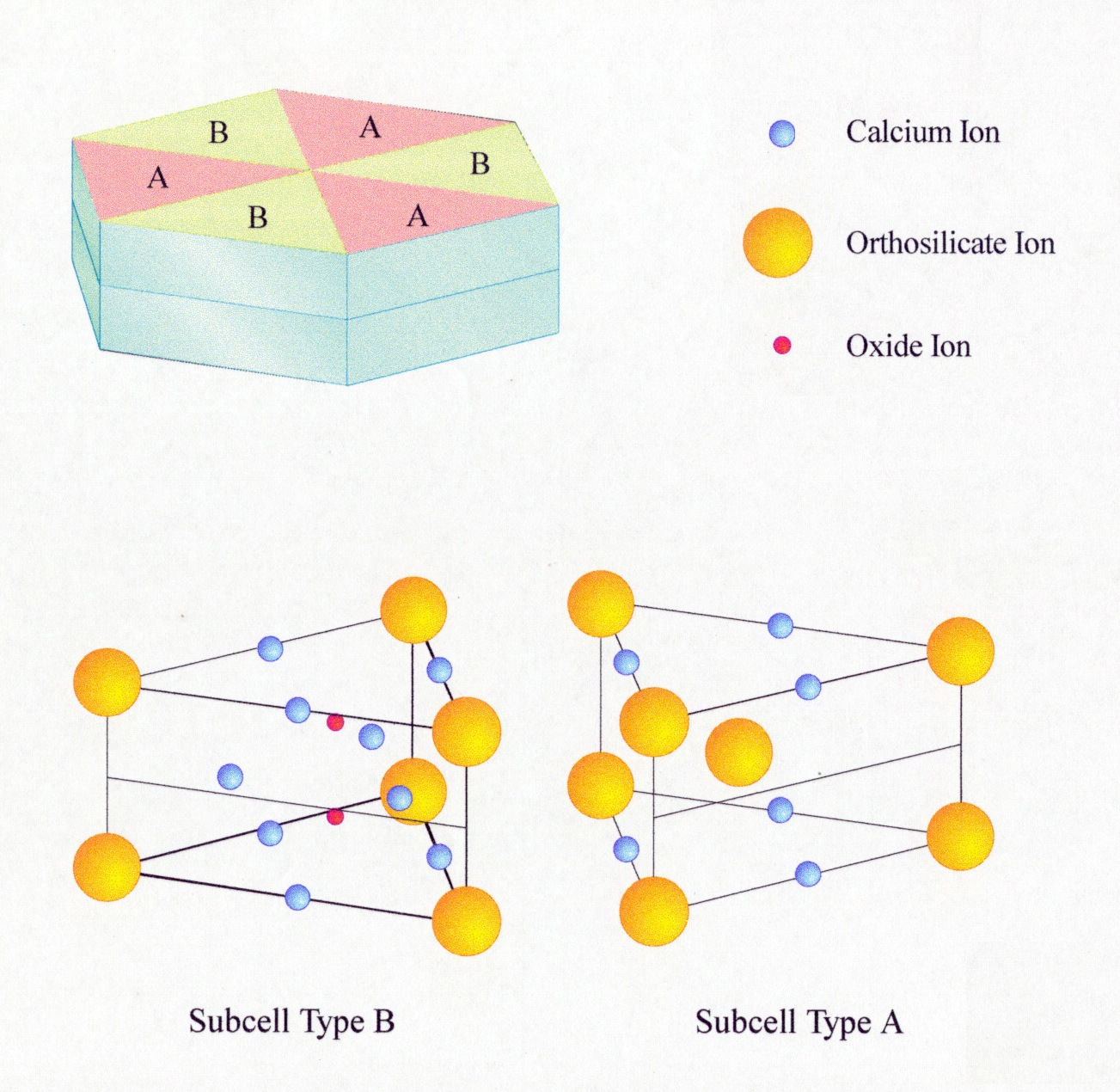
Uproszczona struktura krystaliczna alitu

Alit tworzy siedem odmian polimorficznych, odwracalnie przechodzących w siebie w ściśle określonych temperaturach. Alit występujący w klinkierze portlandzkim jest rzeczywistym roztworem stałym o silnie zdefektowanej strukturze. Klinkier portlandzki otrzymywany w piecach obrotowych w temperaturze około 1450 °C zawiera alit, który krystalizuje zwykle w postaci płytek, widocznych na powierzchniach zgładów pod mikroskopem jako mniej lub bardziej regularne sześcioboki. Wymiary ziaren alitu wahają się od kilku do kilkudziesięciu mikrometrów i jedynie w sporadycznych przypadkach przekraczają 100 μm. Wielkość ziaren, ich pokrój, jak również stopień zdefektowania struktury, wywierają duży wpływ na jego właściwości.
Alit często tworzy formy poligonalne powstałe w wyniku zrastania się kryształów, czasem spotyka się również formy sferyczne. W ziarnach alitu często występują różnego typu inkluzje. Mogą to być wtrącenia belitu, niezwiązanego CaO, a także fazy wypełniającej (czyli glinianu wapnia lub fazy glinożelazianowej). Alit ulega częściowej dysocjacji w wyniku zbyt powolnego chłodzenia i obecności w jego strukturze kationów Fe2+. W takim przypadku wokół nienaruszonego rdzenia ziarna alitu tworzy się otoczka drobnych ziaren CaO i β-C2S. Podwyższenie temperatury syntezy powoduje natomiast wydłużenie ziaren alitu, często skorodowanych w wyniku działania fazy ciekłej.
Alit jest najważniejszym składnikiem mineralnym klinkieru portlandzkiego. Jego reaktywność w stosunku do wody, decyduje o przebiegu twardnienia zaczynu i właściwościach cementu. Cementy zawierające podwyższoną ilość C3S charakteryzują się wyższym ciepłem twardnienia, ale także szybkim narastaniem wytrzymałości i wysoką wytrzymałością końcową.

## Literatura przedmiotu
- Wiesław Kurdowski: Chemia cementu. Warszawa: Wydawnictwo Naukowe PWN, 1991. ISBN 83-01-10384-1. Brak numerów stron w książce
- Andrzej Bobrowski, M. Gawlicki, A. Łagosz, Wiesława Nocuń-Wczelik [red.], E. Paluch, M. Pyzalski, W. Roszczynialski: Laboratorium materiałów wiążących. Kraków: Uczelniane Wydawnictwa Naukowo-Dydaktyczne AGH, 2003, seria: Skrypty Uczelniane - Akademia Górniczo-Hutnicza im. Stanisława Staszica, 0239-6114, nr 1656. Brak numerów stron w książce
- Wiesław Kurdowski: Poradnik technologa przemysłu cementowego. Warszawa: Arkady, 1981. ISBN 83-213-3024-X. Brak numerów stron w książce
- W. Brylicki, A Derdacka-Grzymek, M. Gawlicki, M. Małolepszy: Technologia budowlanych materiałów wiążących. Cz. 2: Cement. Warszawa: Wydawnictwo Szkolne i Pedagogiczne, 1983. ISBN 83-02-02087-7. Brak numerów stron w książce